# 豪斯維爾 (印地安納州)
豪斯維爾（英語：Howesville）是位於美國印地安納州克萊縣的一個非建制地區。該地的面積和人口皆未知。

## 地理
豪斯維爾的座標為39°10′47″N 87°08′49″W / 39.17972°N 87.14694°W，而該地的平均海拔高度為167米（即548英尺）。